# Upplands runinskrifter Fv1993;235
Upplands runinskrifter Fv1993;235 är ett vikingatida runstensfragment av ljusgrå grovkornig granit i Torsvi gård, Torsvi socken och Enköpings kommun. Runstensfragmentet hittades 1956 i samband med dikningsarbete. Det flyttades till Torsvi gård, en dryg kilometer bort från fyndplatsen. Stenen är 95 gånger 35 gånger 23 centimeter. I runslingan längs stenkanten finns ett tiotal runor. Innanför runslingan finns rester av djurornamentik. De fem första av runorna kan vara mansnamnet "Djärv", belagt i ett femtontal runinskrifter varav de flesta i Uppland. Ristningens utformning om den på U 699 som är signerad av Balle.

## Inskriften
Translitterering av runraden:
... tirf(ʀ) ...-...urs-...
Normalisering till runsvenska:
... Diarfʀ ...
Översättning till nusvenska:
... Djärv ...